# Tab (cola)
TaB è stata una cola dietetica prodotta dalla The Coca-Cola Company. Fu introdotta nel 1963, 
rimase sul mercato fino al 2020.
Nel corso della sua storia gli ingredienti sono cambiati spesse volte.
Fino al 1969 era addolcita col ciclamato, poi quell'anno fu bandito dalla Food and Drug Administration perché cancerogeno e fu sostituito con la saccarina.
Nel 1977 fu proibito anche l'uso della saccarina. Il Congresso respinse questa proposta ma ordinò che fosse scritto sui prodotti che la saccarina potrebbe provocare il cancro.
Sono state create anche 3 varianti: Tab Clear, Tab X-Tra e Tab Energy.
Il marchio della bevanda "TaB" crea un curioso gioco di parole nel film Ritorno al futuro, tradotto nel doppiaggio italiano con un'altrettanto azzeccata battuta, "Fanta".
La bevanda viene citata nel film "Ready Player One" come simbolo della cultura pop.